# La Paloma Addition
La Paloma Addition es un lugar designado por el censo ubicado en el condado de San Patricio, Texas, Estados Unidos. Según el censo de 2020, tiene una población de 314 habitantes.
En los Estados Unidos, un lugar designado por el censo (traducción literal de la frase en inglés census-designated place, CDP) es una concentración de población identificada por la Oficina del Censo de los Estados Unidos exclusivamente para fines estadísticos.  

## Geografía
Está ubicado en las coordenadas 28°1′1″N 97°30′3″O / 28.01694, -97.50083. Según la Oficina del Censo de los Estados Unidos, tiene una superficie total de 1.82 km², correspondiente en su totalidad a tierra firme.

## Demografía
Según el censo de 2020, hay 314 personas residiendo en la zona. La densidad de población es de 172.53 hab./km². El 39.49% de los habitantes son blancos, el 15.29% son de otras razas y el 45.22% son de una mezcla de razas. Del total de la población, el 94.59% son hispanos o latinos de cualquier raza.